# Huân chương Hoàng gia Monisaraphon
Huân chương Hoàng gia Monisaraphon (tiếng Khmer: គ្រឿងឥស្សរិយយសមុនីសារាភ័ណ្ឌ) do Quốc vương Campuchia Sisowath lập nên vào ngày 1 tháng 2 năm 1905. Huân chương này được trao cho thành tích và hỗ trợ xuất sắc trong các lĩnh vực giáo dục, nghệ thuật, khoa học, xóa mù chữ hoặc công tác xã hội.

## Lịch sử
Huân chương Monisaraphon (hoặc Muni Isvarabarna): do Quốc vương Sisowath của Campuchia thiết lập vào ngày 1 tháng 2 năm 1905 (điều lệ đầu tiên ban hành ngày 18 tháng 4 năm 1905) và được trao tặng trong một cấp bậc duy nhất giới hạn dành cho người Campuchia, các đối tượng chịu sự bảo hộ của Pháp và những người châu Á khác. Về sau huân chương này được Quốc vương Norodom Sihanouk cải tổ vào ngày 9 tháng 9 năm 1948 và mở rộng thành ba cấp bậc. Rồi sau này lại mở rộng thành năm cấp bậc vào năm 1961. Được trao giải thưởng cho các dịch vụ trong lĩnh vực văn học và mỹ thuật, giáo dục, tư pháp, hành chính và khoa học. Sau thời kỳ Khmer Đỏ, huân chương này được Quốc vương Norodom Sihanouk tái lập theo Sắc lệnh Hoàng gia số 1095/01 ngày 5 tháng 10 năm 1995. Thành viên của tất cả các cấp bậc đeo huân chương này đều được sắp xếp thứ hạng dựa theo thứ tự ưu tiên.

## Cấp bậc
Năm cấp bậc được phân công vào Huân chương, theo thứ tự ưu tiên giảm dần:
1. Maha Sirivaddha (មហាសេរីវឌ្ឍន៍) hoặc Hiệp sĩ Đại Thập tự (GCM)
2. Mahasena (មហាសេនា) hoặc Hiệp sĩ Đại Sĩ quan (GOM)
3. Dhipadinda (ធិបឌិន្ទ) hoặc Hiệp sĩ Chỉ huy trưởng (KCM)
4. Sena (សេនា) hoặc Hiệp sĩ Sĩ quan (OM)
5. Assarariddhi (អស្សឫទ្ធិ) hoặc Hiệp sĩ hoặc Kỵ sĩ (KM)